# Alice Descœudres
Alice Descœudres (née le 20 janvier 1877 à La Côte-aux-Fées et morte le 23 mai 1963 à Bevaix) est une pionnière suisse de l’éducation spécialisée. 

## Biographie
Alice Descœudres est née à La Côte-aux-Fées, une commune du Val-de-Travers du canton de Neuchâtel. Elle est la fille de Charles Descœudres, pasteur, et de Marie Pétremand. Elle étudie à Genève où elle obtient son diplôme pédagogique en 1895. Elle fait un stage chez le neuropsychiatre Ovide Decroly à Bruxelles. Elle commence sa vie professionnelle en donnant des cours privés, puis en enseignant dans des classes spéciales à Malagnou (Les Eaux-Vives, Genève) de 1909 à 1937.
Alice Descœudres a enseigné et fait des recherches de 1912 à 1947 à l'Institut Jean-Jacques Rousseau à Genève. Elle collaboratrice aux Archives de psychologie. 
Alice Descœudres reçoit un doctorat honoris causa de l'université de Neuchâtel en 1948.
Elle était engagée contre le militarisme et l'alcoolisme et engagée dans le mouvement coopératif.

## Publications
- Alice Descœudres, Vies héroïques : biographies, Coopératives réunies, coll. « Pour la jeunesse », 1944, 254 p. – Walt Whitman, Don Bosco, Reine blanche en pays noir, Zamenhof, Helen Keller
- Alice Descœudres, Héroïnes et héros : biographies, Coopératives réunies, coll. « Pour la jeunesse », 1935, 285 p. – Saint Vincent de Paul, Jenny Lind, Florence Nightingale, Râmakrishna et Vivekananda, Pierre Kropotkine, Pierre et Marie Curie, Jane Addams
- Alice Descœudres, Encore des héros : biographies, Coopératives réunies, coll. « Pour la jeunesse », 1934, 287 p. – Fridtjof Nansen, William Penn, Elizabeth Fry, Lucy Stone, J.-H. Fabre, Booker-T. Washington, Jean Jaurès, Albert Schweitzer, Toyohiko Kagawa
- Alice Descœudres, Des héros : biographies, Coopératives réunies, coll. « Pour la jeunesse », 1931, 101 p. – François d'Assise, Pestalozzi, Beethoven, Pasteur, Léon Tolstoï, Rosa Luxemburg, Alessandrina Ravizza, Mathilde Wrede, Auguste Forel, Gandhi
- Alice Descœudres, Ce que pensent les enfants, Neuchâtel ; Genève etc., Forum, 1924 - 3 volumes
- Alice Descœudres, L'éducation des enfants anormaux : observations psychologiques et indications pratiques, Neuchâtel, Delachaux & Niestlé, 1922, 362 p.
- Alice Descœudres, Le développement de l'enfant de deux à sept ans : Recherches de psychologie expérimentale, Neuchâtel, 1921, 322 p.